# Кадниковский (станция)
Кадниковский — железнодорожная станция в посёлке Кадниковский Вожегодского района Вологодской области.

## Характеристика
Кадниковский — станция Северной железной дороги на линии Вологда — Архангельск. Станция относится к Вологодскому региону СЖД. Расстояние от Москвы: 625 км. Появление станции Кадниковский стоит относить к 1898 году, когда была проложена железная дорога Вологда — Архангельск.

## Пригородное сообщение
Через станцию проходит пригородный электропоезд Вологда I — Вожега (1 рейс в день в обе стороны).

## Дальнее сообщение
По состоянию на декабрь 2018 года на станции останавливаются следующие поезда дальнего следования:
| Круглогодичное обращение поездов | Круглогодичное обращение поездов | Круглогодичное обращение поездов | Круглогодичное обращение поездов |
| № поезда                         | Маршрут движения                 | № поезда                         | Маршрут движения                 |
| -------------------------------- | -------------------------------- | -------------------------------- | -------------------------------- |
| 9                                | Архангельск — Санкт-Петербург    | 10                               | Санкт-Петербург — Архангельск    |
| 15                               | Архангельск — Москва             | 16                               | Москва — Архангельск             |
| 77                               | Воркута — Санкт-Петербург        | 78                               | Санкт-Петербург — Воркута        |
| 97                               | Микунь — Санкт-Петербург         | 98                               | Санкт-Петербург — Микунь         |
| 143                              | Мурманск — Вологда               | 144                              | Вологда — Мурманск               |

| Сезонное обращение поездов | Сезонное обращение поездов | Сезонное обращение поездов | Сезонное обращение поездов |
| № поезда                   | Маршрут движения           | № поезда                   | Маршрут движения           |
| -------------------------- | -------------------------- | -------------------------- | -------------------------- |